# Kujō
Die Familie Kujō (jap. 九条家, Kujō-ke) war ein japanisches Adelsgeschlecht und ein Zweig der einflussreichen Familie Fujiwara, der vom Kujō Kanezane abstammte. Sie wurden als eine der Sekke, der fünf Regentenhäuser gezählt und gehörten daher zu den politisch einflussreichsten Familien unter dem Hofadel Kuge. 
Der Kujō-Klan monopolisierte als Mitglied der Sekke vom 12. Jahrhundert bis 1867 zusammen mit den Familien Konoe, Takatsukasa, Nijō und Ichijō (letztere zwei selbst Zweige der Kujō) die Ämter des Sesshō und Kampaku. Mit Ausnahme von Tokugawa Masako, der Frau des Kaisers Go-Mizunoo, stammten alle Kaiserinnen in dieser langen Zeit aus den Familien der Sekke oder der kaiserlichen Familie selbst.
Der Klan wurde von Fujiwara no Kanezane auf Empfehlung von Minamoto no Yoritomo gegründet und stammt vom durch Fujiwara no Morosuke gegründeten Fujiwara-Zweig Kujō-ryū ab. Der 4. und 5. Shogun des Kamakura-Shogunates, Kujō Yoritsune und Kujō Yoritsugu, kamen aus dieser Familie.
Die Kujō unterstützten den Kitano-Schrein. 1219 spendete Kujō Michiie dem Schrein die Schriftrolle Kitano Tenjin Engi Emaki, eine illustrierte Geschichte des Schreins.
Nach der Meiji-Restauration wurde den Mitgliedern des Kujō-Klans der Kazoku-Titel eines Herzogs gegeben.